# DTX

ATX, µATX, DTX, mini-ITX, mini-DTX

DTX och mini-DTX är en standard för formatet på moderkort framtagen av företaget AMD. Standarden släpptes den 10 januari 2007 och har flera fördelar framför de äldre standarderna ATX och AT. Bland annat kan man ur en standardskiva för mönsterkortstillverkning få ut tre DTX- och sex mini-DTX-moderkort, de kan tillverkas i så få som fyra lager. DTX-korten skall passa i ATX-lådor och dimensionerna 200 x 244 mm respektive 200 x 170 mm.